# Lijst van diskjockeys op Qmusic (Nederland)
Dit is een lijst met de huidige en voormalige diskjockeys van het Nederlandse commerciële radiostation Qmusic.
Legenda
-  = Actieve diskjockeys zijn voorzien van een gekleurd blokje.
- Jaartallen betreffen alleen dj-werk (geen werk als sidekick of productie).

## B
|  | Naam                 | Periode(s)                | Opmerkingen |
|  | -------------------- | ------------------------- | ----------- |
|  | Menno Barreveld      | 2005–                     |             |
|  | Martijn Biemans      | 2017–2022, 2022– invaller |             |
|  | Lars Boele           | 2013–2016, 2019–          |             |
|  | Stephan Bouwman      | 2015–                     |             |
|  | Niek van der Bruggen | 2005–2006, 2013–2016      |             |
|  | Armin van Buuren     | 2020–2022                 |             |

## D
|  | Naam             | Periode(s)           | Opmerkingen |
|  | ---------------- | -------------------- | ----------- |
|  | Kimberley Dekker | 2016–2020, 2022–2023 |             |

## E
|  | Naam             | Periode(s)       | Opmerkingen |
|  | ---------------- | ---------------- | ----------- |
|  | Judith Eijk      | 2024–            |             |
|  | Kristel van Eijk | 2010–2013        |             |
|  | Marieke Elsinga  | 2013–2016, 2018– |             |

## F
|  | Naam          | Periode(s) | Opmerkingen |
|  | ------------- | ---------- | ----------- |
|  | Igmar Felicia | 2017–2019  |             |

## G
|  | Naam                | Periode(s) | Opmerkingen |
|  | ------------------- | ---------- | ----------- |
|  | Wouter van der Goes | 2006–2014  |             |

## H
|  | Naam               | Periode(s) | Opmerkingen                            |
|  | ------------------ | ---------- | -------------------------------------- |
|  | Koen Hansen        | 2012–2015  |                                        |
|  | Wim van Helden     | 2005–      |                                        |
|  | Jordy Huisman      | 2022–      | Als onderdeel van Kris Kross Amsterdam |
|  | Sander Huisman     | 2022–      | Als onderdeel van Kris Kross Amsterdam |
|  | Peter van den Hurk | 2006–2008  |                                        |

## I
|  | Naam             | Periode(s) | Opmerkingen |
|  | ---------------- | ---------- | ----------- |
|  | Jeroen van Inkel | 2005–2014  |             |

## J
|  | Naam             | Periode(s)     | Opmerkingen |
|  | ---------------- | -------------- | ----------- |
|  | Timon Jacobs     | 2005–2011      |             |
|  | Wietze de Jager  | 2010–2017      |             |
|  | Mattis Janssen   | 2024– invaller |             |
|  | Michiel Jurrjens | 2014–2015      |             |

## K
|  | Naam                    | Periode(s) | Opmerkingen                            |
|  | ----------------------- | ---------- | -------------------------------------- |
|  | Yuki Kempees            | 2022–      | Als onderdeel van Kris Kross Amsterdam |
|  | Jeroen Kijk in de Vegte | 2008–2012  |                                        |
|  | Martijn Kolkman         | 2005–2020  |                                        |
|  | Dimitris Kops           | 2012–2014  |                                        |
|  | Eva Koreman             | 2010–2015  |                                        |
|  | Bram Krikke             | 2020–      |                                        |
|  | Gido Kuin               | 2017–2019  |                                        |

## L
|  | Naam          | Periode(s) | Opmerkingen          |
|  | ------------- | ---------- | -------------------- |
|  | Felix De Laet | 2022–      | Als Lost Frequencies |

## M
|  | Naam       | Periode(s) | Opmerkingen |
|  | ---------- | ---------- | ----------- |
|  | Kai Merckx | 2014–      |             |

## N
|  | Naam             | Periode(s)     | Opmerkingen |
|  | ---------------- | -------------- | ----------- |
|  | Bas van Nimwegen | 2014–          |             |
|  | Edwin Noorlander | 2021– invaller |             |
|  | Hila Noorzai     | 2016–2020      |             |

## P
|  | Naam          | Periode(s)     | Opmerkingen |
|  | ------------- | -------------- | ----------- |
|  | Timur Perlin  | 2024– invaller |             |
|  | Vincent Pronk | 2022–          |             |

## R
|  | Naam            | Periode(s) | Opmerkingen |
|  | --------------- | ---------- | ----------- |
|  | Jorien Renkema  | 2024–      |             |
|  | Erik van Roekel | 2012–2020  |             |
|  | Joep Roelofsen  | 2011–2021  |             |

## S
|  | Naam            | Periode(s) | Opmerkingen |
|  | --------------- | ---------- | ----------- |
|  | Luc Sarneel     | 2025–      | [ 1 ]       |
|  | Cain Slobbe     | 2022–      |             |
|  | Daniël Smulders | 2006–2013  |             |
|  | Gijs Staverman  | 2006–2013  |             |
|  | Joost Swinkels  | 2015–      |             |

## V
|  | Naam                | Periode(s)                | Opmerkingen |
|  | ------------------- | ------------------------- | ----------- |
|  | Mattie Valk         | 2010–                     |             |
|  | Lieke Veld          | 2014–2018                 |             |
|  | Joey van der Velden | 2011–2016, 2022– invaller |             |
|  | Marcel Vermeer      | 2005–2007                 |             |
|  | Domien Verschuuren  | 2018–                     |             |
|  | Maurice Verschuuren | 2010–2011                 |             |
|  | Jasper de Vries     | 2005–2013                 |             |

## W
|  | Naam              | Periode(s) | Opmerkingen  |
|  | ----------------- | ---------- | ------------ |
|  | Nick van de Wall  |            | Als Afrojack |
|  | Jordi Warners     | 2019–2022  |              |
|  | Tom van der Weerd | 2020–      |              |
|  | Ruud de Wild      | 2008–2010  |              |
|  | Mandy Woelkens    | 2017       |              |